# Simfonia nr. 1 (Prokofiev)
Serghei Prokofiev a început să lucreze la Simfonia nr. 1 în Re major, Op. 25, în 1916 dar cea mai mare parte a muzicii a fost compusă în 1917, finalizând lucrarea pe 10 septembrie. A fost compusă ca o ușoară imitație a stilului lui Joseph Haydn (și la un anumit nivel al lui Mozart) și este adesea cunoscută sub numele de Simfonia clasică, un nume conferit chiar de Prokofiev. A avut premiera pe 21 aprilie 1918 la Petrograd sub bagheta lui Prokofiev și a devenit una dintre cele mai cunoscute și îndrăgite lucrări ale sale.

## Origini
Simfonia poate fi considerată una din primele compoziții neoclasice. Totuși, deși a fost compusă într-o încercare de a reproduce stilul lui Joseph Haydn, nu face acest lucru în mod strict, ci reflectă practicile compoziționale moderne și stilul propriu al lui Prokofiev. Lucrarea a fost parțial inspirată de studiile sale de dirijat la Conservatorul din Sankt Petersburg unde instructorul, Nikolai Tcherepnin, i-a învățat cum să dirijeze Haydn, printre alții.
Prokofiev a compus simfonia în timp ce se afla în vacanță la țară, utilizând-o ca un exercițiu de compoziție departe de pian. Nu există citări evidente ale temelor lui Haydn în lucrare.

## Instrumentație și structură
Simfonia este orchestrată pentru o orchestră tipică perioadei clasice: două flauturi, două oboaie, două clarinete, doi fagoți, doi corni, două trompete, timpane și coarde.
Simfonia este structurată în patru părți și are o durată de aproximativ 15 minute:
1. Allegro
2. Larghetto
3. Gavotta: Non troppo allegro
4. Finale: Molto vivace